# شوميتسو توشي
المدينة المبادة (Shōmetsu Toshi 消滅都市) هي سلسلة من لعبة فيديو محمول يابانية. وتم الإعلان عن سلسلة أنمي من قبل استوديو مادهاوس عُرضت للمرة الأولى في 7 أبريل عام 2019.

## الشخصيات
يوكي (
أداء صوتي: كانا هانازاوا
تاكويا (
أداء صوتي: توموكازو سوغيتا
أكيرا (
أداء صوتي: يويتشي ناكامورا
إيجي (
أداء صوتي: Tarusuke Shingaki
كيكيو (
أداء صوتي: Aimi
غيك (
أداء صوتي: Taisuke Nishimura
يوميكو (
أداء صوتي: Mitsuki Nakae
كوتا (
أداء صوتي: Makoto Takahashi
هومورا (
أداء صوتي: Haruka Shamoto
نامي (
أداء صوتي: Emiri Iwai
هاروكا (
أداء صوتي: Hina Suguta
رينا (
أداء صوتي: Aguri Ōnishi
يوا (
أداء صوتي: Hikari Sonoyama
سوما (
أداء صوتي: أياكا أساي
ريوكو (
أداء صوتي: تومويو كوروساوا
تسوباسا (
أداء صوتي: نوبوناغا شيمازاكي
يوشياكي (
أداء صوتي: يوشيتسوغو ماتسوؤكا

## الوسائط

### لعبة فيديو
أصدرت رايت فلاير ستوديوز و غري اللعبة في مايو 2014، بعنوان شوميتسو توشي 2 التي صدرت في تشرين الثاني / نوفمبر 2016. كما توجد  لعبة الجوال جديدة، بعنوان شوميتسو توشي الدراما آر بي جي ميكس، قيد  الإنتاج، كما هو غير محدد المشروع الثلاثي الأبعاد المدعوم من أنريل إنجن.

### الأنمي
أعلن عن الأنمي في 27 مايو 2018. ومن تحريك وإنتاج مادهاوس، وإخراج شيغييوكي ميا، وكتابة شينغو إير. تومويوكي شيتايا قام بتصاميم الشخصيات وساتوشي موتوياما كـ مدير الصوت. كينجي كاواي قام بتأليف س الموسيقى، التي تم إنتاجها من قبل بوني كانيون. العرض الأولي للسلسة في عام 2019 تحت رعاية قناة البث طوكيو إم إكس وغيرها من القنوات.

## وصلات خارجية
- أنمي الرسمية في الموقع (باليابانية)
- شوميتسو توشي على موقع روتن توميتوز (الإنجليزية)
- شوميتسو توشي على موقع روتن توميتوز (الإنجليزية)